# Chích chòe nước nhỏ
Chích chòe nước nhỏ, tên khoa học Enicurus scouleri, là một loài chim trong họ Muscicapidae. Chúng được tìm thấy ở Ấn Độ, Afghanistan, Bangladesh, Bhutan, Đài Loan, Kazakhstan, Myanmar, Nepal, Pakistan, Tajikistan, Trung Quốc, và Việt Nam.

## Tham khảo

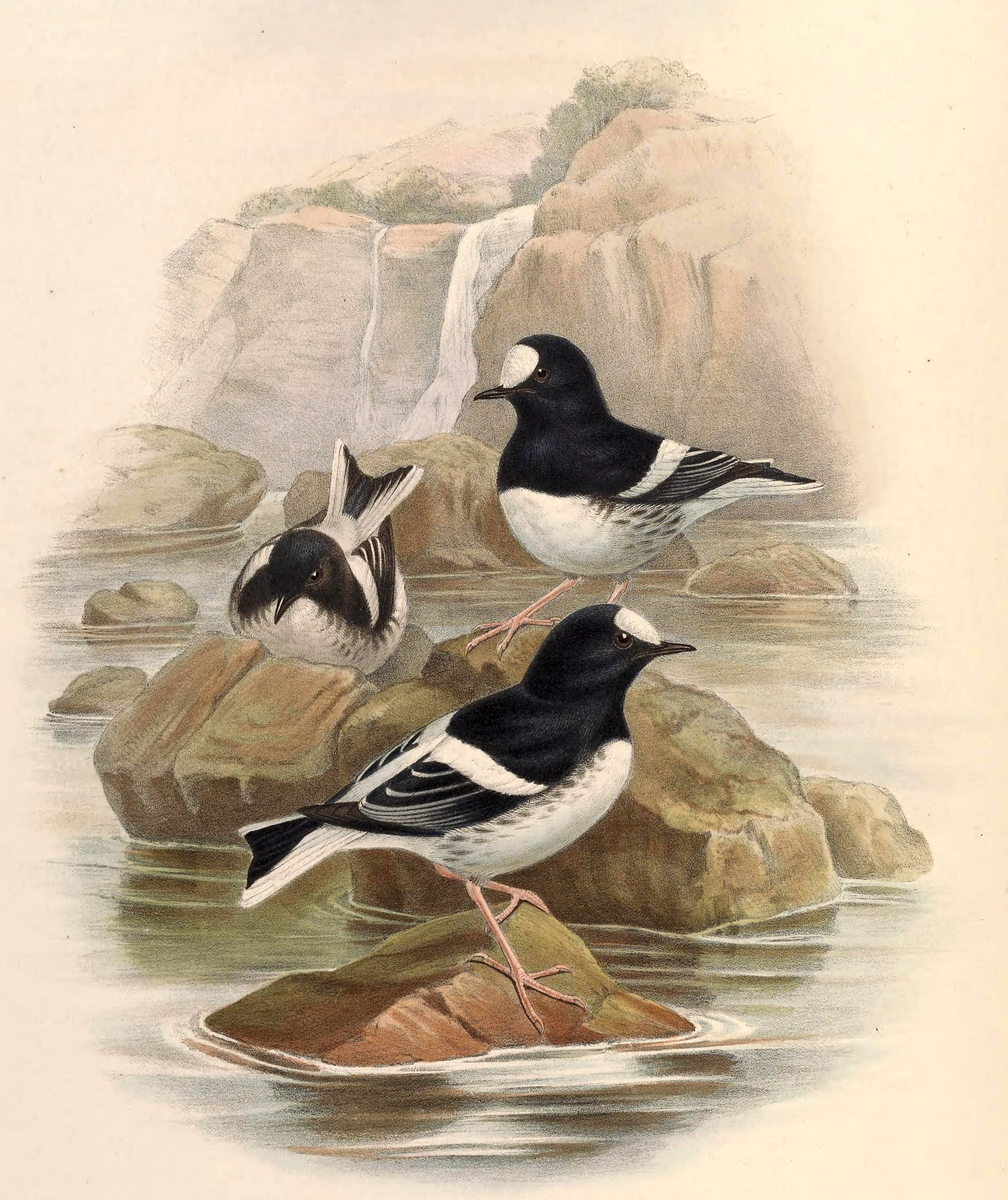